# 브로니 제임스

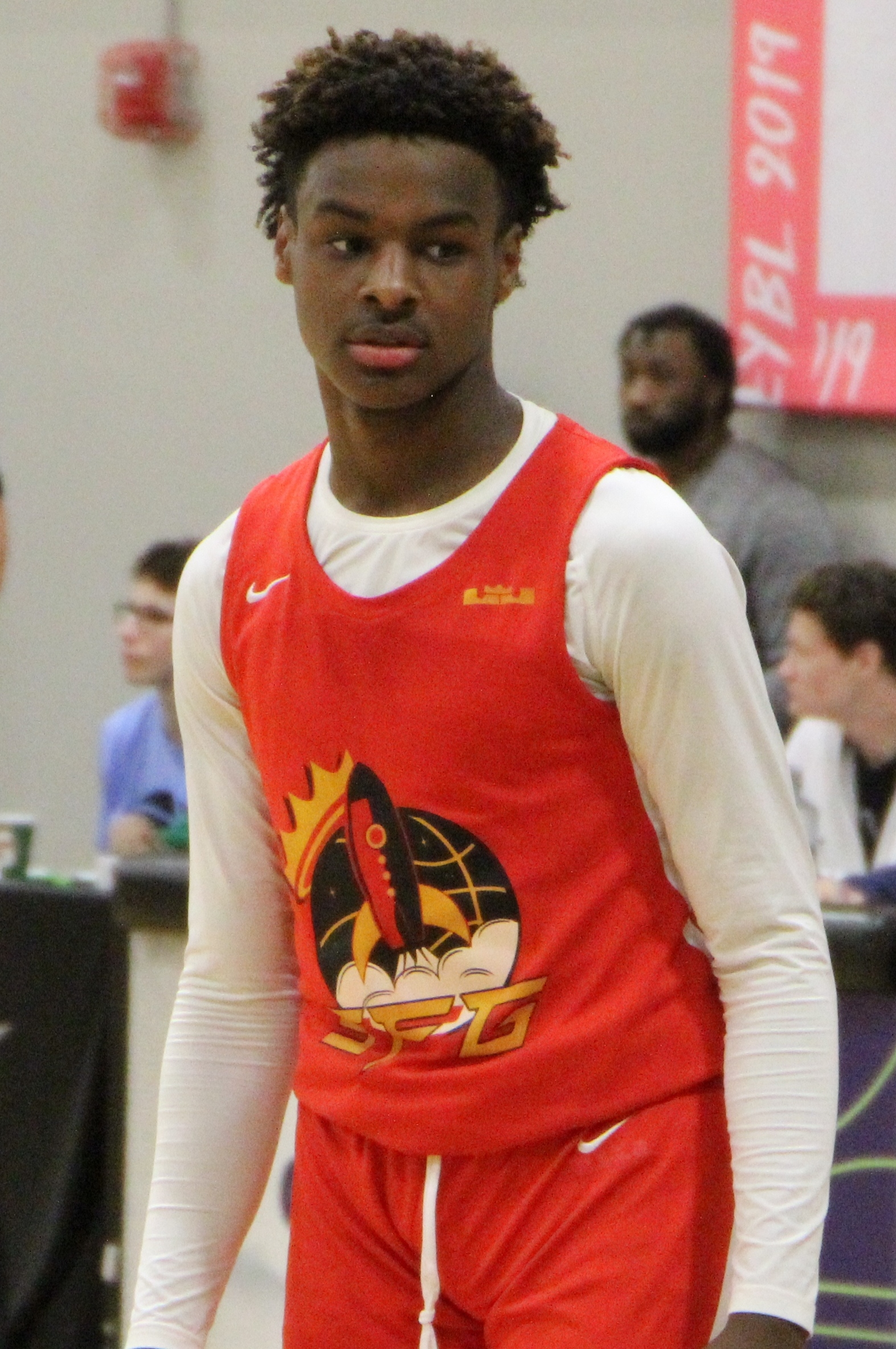

브로니 제임스(Bronny James, 본명: 르브론 레이몬 "브로니" 제임스 주니어, LeBron Raymone "Bronny" James Jr., 2004년 10월 6일 ~ )는 전미 농구 협회(NBA) 로스앤젤레스 레이커스의 프로 농구 선수이다. USC 트로잔스에서 대학 농구를 했다. 합의된 4성급 신입선수인 제임스는 2023년 고등학교 4학년으로 맥도날드 올아메리칸으로 선정되었다. 2024년 NBA 드래프트에서 레이커스에 의해 전체 55순위로 선정되기 전까지 USC 트로이잔스에서 대학 농구를 한 시즌 뛰었다. 프로 농구 선수 르브론 제임스 시니어(LeBron James Sr.)의 장남이자 팀 동료로, NBA 최초의 활동적인 부자 듀오가 되었다.